# Berniniella sigma
Berniniella sigma är en kvalsterart som först beskrevs av Karl Strenzke 1951.  Berniniella sigma ingår i släktet Berniniella och familjen Oppiidae. Inga underarter finns listade.